# Ogataea pilisensis
Ogataea pilisensis är en svampart som först beskrevs av Péter, Tornai-Leh., Fülöp & Dlauchy, och fick sitt nu gällande namn av Kurtzman & Robnett 20 10. Ogataea pilisensis ingår i släktet Ogataea och familjen Pichiaceae.   Inga underarter finns listade i Catalogue of Life.